# Seznam japonskih smučarskih skakalcev
Seznam japonskih smučarskih skakalcev

## A
- Masahiro Akimoto
- Seidži Aoči
- Sana Azegami

## F
- Kazujoši Funaki

## H
- Jumu Harada
- Masahiko Harada
- Akira Higaši

## I
- Daiki Ito
- Juki Ito
- Kenširo Ito
- Masamicu Ito
- Naoto Ito
- Kaori Ivabuči/Iwabuchi
- Haruka Ivasa
- Juken Ivasa
- Riko Ivasaki

## J
- Hirokazu Jagi
- Hiroki Jamada
- Izumi Jamada
- Jurina Jamada
- Naoki Jasuzaki
- Kazuja Jošioka
- Fumihisa Jumoto

## K
- Rieko Kanai
- Haruka Kasai
- Noriaki Kasai
- Jukio Kasaja
- Džunširo Kobajaši
- Rjoju Kobajaši
- Sakutaro Kobajaši
- Akicugu Kono
- Machiko Kubota

## M
- Minato Mabuči
- Nozomi Marujama
- Hideharu Mijahira

## N
- Tomofumi Naito
- Kazuhiro Nakamura
- Naoki Nakamura
- Ren Nikaido
- Džinja Nišikata

## O
- Šihori Oi
- Takanobu Okabe
- Manabu Ono

## S
- Hiroja Saito
- Kikka Sakamoto
- Asahi Sakano
- Jukio Sakano
- Jukija Sato
- Juzuki Sato
- Keiiči Sato
- Kento Sakujama
- Juka Seto

## Š
- Misaki Šigeno
- Reruhi Šimizu

## T
- Sara Takanaši
- Teppei Takano
- Taku Takeuči
- Acuko Tanaka
- Šohei Točimoto

## V
- Hiroaki Vatanabe
- Ajumi Vatase
- Juta Vatase